# Шипово-Слободка
Шипово-Слободка — село в Гаврилово-Посадском районе Ивановской области России, входит в состав Осановецкого сельского поселения.

## География
Село расположено на берегу реки Ирмес в 11 км на юго-восток от центра поселения села Осановец и в 7 км на юго-запад от райцентра города Гаврилов Посад.

## История
В старинных документах в первый раз Шиповая слободка упоминается в «договорной грамоте Суздальских князей Василия и Феодора Юрьевичей с князем Дмитрием Шемякой и сыном его князем Иваном…» от 1446 года. Из этой грамоты видно, что Шиповая слободка существовала еще в XIV столетии и была вотчиной Суздальских князей, но в конце века она сделалась вотчиной князей Московских. В начале XV столетия Шиповая слободка принадлежала Ивану Андреевичу князю Можайскому, который продал ее некоему боярину Петру. В духовном завещании Великого Князя Московского Василия Васильевича от 1462 года она значится вотчиной этого князя, которую он завещал старшему сыну своему князю Ивану. Великий князь Иван Васильевич в своей духовной от 1504 года завещал старшему сыну князю Василию Ивановичу. В первой половине XVI века Шиповая слободка принадлежит Суздальскому Покровскому девичьему монастырю. В 1543 году по прошению игуменьи монастыря Василисы с сестрами, Царь Иван Васильевич Грозный дал Покровскому монастырю подтвердительную тарханную грамоту на право владения Шиповой слободкой. Шиповая слободка оставалась вотчиной Покровского девичьего монастыря до отобрания монастырских вотчин в казну в 1764 году.
До 1717 года в селе существовала деревянная церковь в честь Святого Андрея Критского и находилась вне села в поле, которая в указанном году сгорела. В 1718 году по прошению прихожан преосвященством Суздальским и Юрьевским Игнатием дана была благословенная грамота на построение нового деревянного храма в честь того же святого но уже в самом селе. Этот деревянный храм существовал почти целое столетие, и только в 1811 году за ветхостью была разобрана. В 1816 году на ее месте была построена каменная церковь с колокольней. Престолов в церкви было два: в холодной — в честь святого Андрея Критского и в теплом приделе — во имя Святителя и Чудотворца Николая. В 1893 году приход состоял из села (50 дворов) и деревни Шипово (37 дворов) Юрьевского уезда, мужчин — 350, женщин — 412. С 1881 года в селе существовала церковно-приходская школа.
В конце XIX — начале XX века село входило в состав Гавриловской волости Суздальского уезда Владимирской губернии.
С 1929 года село входило в состав Сербиловского сельсовета Гаврилово-Посадского района, с 1954 года — в составе Лычевского сельсовета, с 2005 года — в составе Осановецкого сельского поселения.

## Население
| 1859 | 1905 | 2010 |
| ---- | ---- | ---- |
| 378  | ↗473 | ↘40  |